# Alwyn Rice Jones
Alwyn Rice Jones (* 25. März 1934 in Capel Curig, Caernarvonshire; † 12. August 2007) war ein anglikanischer Bischof der Church in Wales.

## Leben
Jones studierte anglikanische Theologie am St Michael’s College in Llandaff, Cardiff. 1958 wurde er zum Diakon und 1959 zum Priester geweiht. Von 1975 bis 1979 war er Vikar von Porthmadog. Er war von 1982 bis 1999 Bischof von St Asaph. Von 1991 bis 1999 war Jones Erzbischof der Church in Wales.